# Бруни, Иван Львович
Иван Львович Бруни (19 апреля 1920, Миасс, Челябинская губерния — 28 апреля 1995, Москва) — советский и российский художник-график и иллюстратор книг. Участник Великой Отечественной войны. Член Союза художников СССР (1952). Заслуженный художник РСФСР (1976). Народный художник РСФСР (1981).

## Биография
Родился 19 апреля 1920 года в Миассе; происходил из творческой династии швейцарского происхождения, сын художника-авангардиста Льва Александровича Бруни (1894—1948) и его жены, также художницы, Нины Константиновны (урождённой Бальмонт; 1901—1989), дочери знаменитого поэта Серебряного века.
С 1940 года призван в ряды РККА. Участник Великой Отечественной войны с 22 июня 1941 года — рядовой-пехотинец, с 1942 года — гвардии старший сержант, командир взвода разведки, три раза был тяжело ранен и контужен. С 1944 года фронтовой художник газеты «Вперёд на врага» 1-го Прибалтийского фронта, рисовал портреты солдат и иллюстрации к фронтовым эпизодам. За героические действия, совершённые И. Л. Бруни 16 декабря 1942 и 8 марта 1943 года, Указом Президиума Верховного Совета СССР от 2 апреля 1945 года он был награждён Орденом Красной Звезды.
С 1945 по 1947 годы И. Л. Бруни обучался в Государственной академии художеств Латвийской ССР на кафедре живописи и композиции у педагога Лео Свемпса, с 1947 по 1948 годы проходил обучение в Московском художественном институте имени В. И. Сурикова, в институте его педагогами были В. А. Фаворский, П. Я. Павлинов, М. С. Родионов. С 1948 года И. Л. Бруни работал художником-иллюстратором, с 1959 по 1962 годы — главным художником издательства «Детский мир».
Основные работы И. Л. Бруни были в области иллюстрации и оформление книжных изданий, таких как: поэма «Василий Тёркин» (А. Т. Твардовский, М., Гослитиздат, 1957 г.), «В саянской тайге» (М., Сов. художник, 1969 г.), «Голубая Тува» (М., Малыш, 1977 г.). Художественные произведения И. Л. Бруни хранятся в Государственном Русском музее и Государственной Третьяковской галерее.
С 1952 года И. Л. Бруни являлся членом Союза художников СССР. С 1976 года — секретарь Правления Союза художников РСФСР. В 1970-х годах некоторое время был старостой церкви Иоанна Воина на Якиманке, прихожанином которого был с юности.
В 1976 году Указом Президиума Верховного Совета РСФСР И. Л. Бруни было присвоено почётное звание Заслуженный деятель искусств РСФСР, в 1981 году — Народный художник РСФСР.
Умер 28 апреля 1995 года в Москве; похоронен на Ваганьковском кладбище (27 уч.).

## Награды
- Орден Отечественной войны I степени (06.04.1985[9])
- Орден Красной Звезды (02.04.1945[3])
- Медаль «За взятие Кенигсберга»[10]
- Медаль «За победу над Германией в Великой Отечественной войне 1941-1945 гг.»[11]

### Звания
- Народный художник РСФСР (1981 — «за большие заслуги в области искусства»)
- Заслуженный художник РСФСР (1976)